# Kongeriget Powys
Kongeriget Powys var et walisisk kongerige og fyrstedømme, der opstod i middelalderen efter enden på romersk styre i Storbritannien. Det dækkede omkring to tredjedel af det moderne county Powys og dele af east midlands (se kort). Mere præcist, og baseret på det romersk-britiske stammeområder Ordovices i vest og Cornovii i øst, gik grænserne oprindeligt fra Cambrian Mountains i vest til at inkludere de moderne West Midlands i England i øst. De frugtbare floddale ved floderne Severn og Tern ligger i dette område, og i walisisk litteratur bliver det omtalt som "paradiset Poweys".

## Navn
Navnet Powys antages at stamme fra det latinske ord pagus det betyder 'landskabet' og pagenses 'beboere i landskabet', der også er der hor det franske "pays" og det engelske "peasant" stammer fra. Under Romerriget blev dette område organiseret til en romersk provins med en hovedstad i Viroconium Cornoviorum (det moderne Wroxeter), der var den fjerdestørste romerske by i Storbritannien.

## Tidlig middelalder
Under tidlig middelalder blev Powys styret af Gwerthrynion dynastiet, der var en familie som hævdede at nedstamme fra ægteskabet mellem Vortigern og prinsesse Sevira, der var datter af Magnus Maximus. Arkæologiske fund tyder på, at Viroconium Cornoviorum overlevede som by ind i 500-tallet, hvilket er unormalt den for før-romerske periode, og at den derfor kan have været Powys hovedstad. Historia Brittonum, der er skrevet omkring år 828, kalder byen Caer Guricon, en af hans "28 britiske byer" i romersk britannien. I de følgende århundrede blev der gjort indgreb i Powys' grænser af engelske bosættelser fra det spirende kongerige Mercia. Det var en gradvis proces, og den engelske kontrol i West Midlands var usikker indtil slutningen af 700-tallet.
I 549 kom den justinianske pest - der var et udbrud af byldepest - til Storbritannien og walisiske samfund blev ødelagt, og mange byer og områder på landet blev affolket. Englænderne blev dog mindre påvirket af pesten, da de havde langt mindre handel med kontinentet på dette tidspunkt. Med udsigten til færre personer til at udføre arbejde og en større engelsk bosættelse har kong Brochwel Ysgithrog flyttet hoffet fra Caer Guricon til Pengwern. Det præcise sted er ikke kendt, men det har muligvis været i Shrewsbury, der traditionelt associeres med Pengwern, eller Din Gwrygon, et voldsted] på bakken The Wrekin, som var nemmere at forsvare.
I 616 angreb Æthelfrith af Northumbrias hær Powys. Æthelfrith så en mulighed for at drive en kile ned mellem waliserne i nord og dem i Rheged, og han invaderede derfor det nordlige Powys. Æthelfrith udkæmpede et slag nær Chester og han besejrede Selyf og sine allierede. Ved kampenes begyndelse fortæller Beda at den hedenske Æthelfrith slagtede 1200 munke fra det vigtige kloster i Bangor-on-Dee i Maelor fordi, skrev han, "de kæmper mod os fordi de modsætter sig os med deres bønner". Selyf ap Cynan blev også dræbt i slaget, og han var muligvis den første konge af Powys, der blev begravet ved kirken der var dedikeret til St. Tysilio, ved Meifod, der herefter blev kendt som Eglwys Tysilio og det blev efterfølgende dynastiet kongelige mausoleum.
Hvis kong Cynddylan af Pengwern nedstammede fra den kongelige dynasti i Powys, har kongerigets styrker muligvis også være ttil stede under slaget ved Maes Cogwy i 642. Ifølge en englyn-digtenes sandsynligvis niende cirkel, Canu Heledd, blev området omkring Pengwern plyndret kort efter, kongefamilien blev dræbt og det meste af landområdet blev annekteret af Mercia. Denne beskrivelse antages dog i dag at repræsentere hvad man i 800-tallet forestillede sig var sket i 600-tallet, inspireret af Powys' politiske situation i 800-tallet.
Powys oplevede en genopblomstring med succesfulde felttog mod englænderne i 655, 705-707 og 722, skriver Davies. Hoffet blev flyttet til Mathrafal Castle i flodalen ved Vyrnwy i 717, muligvis af kong Elisedd ap Gwylog (d.c. 755). Elisedds succeser ledte til at kong Æthelbald af Mercia byggede Wat's Dyke. Dette arbejde blev muligvis til med Elisedds samtykke, men denne grænse, der gik fra nord ved Severn-dalen til floden Dees flodmunding, gav Oswestry (walisisk: Croesoswallt) til Powys. Kong Offa af Mercia synes at have fortsatte dette arbejde, da han opførte den langt større jordvold, som i dag kaldes Offa's Dyke (walisisk: Clawdd Offa). Davies skrev i Cyril Foxs arbejde om Offa's Dyke:
I planlægningen af det var der en grad af konsultation mellem kongerne i Powys og Gwent. På Long Mountain nær Trelystan, går diget mod øst, hvilket giver frugtbare skråninger til waliserne; nær Rhiwabon blev det anlagt så det sikrede at Cadell ap Brochwel bevarede fæstningen i Penygadden." For Gwent fik Offa bygget diget "på den østlige top af kløften, tydeligvis med den hensigt at anerkende at floden Wye og trafikken her tilhørte kongeriget Gwent.
Den nye grænse blev skubbede Oswestry tilbage til den engelske side, og Offa angreb Powys i 760 ved Hereford og igen i 778, 784 og 796. Offa's Dyke forblev stort set grænsen mellem Wales og England selvom waliserne i 1100-tallet fik skaffet området mellem floden Dee og floden Conwy tilbage, hvilket dengang var kendt som Perfeddwlad eller "Midlands".

## Rhodri, Hywel, and Gruffydd
Powys blev forenet med Gwynedd da kong Merfyn Frych af Gwynedd ægtede prinsesse Nest ferch Cadell, der var kong Cyngen af Powys' søster, og den sidste repræsentant for Gwertherion-dynastiet. Med Cyngens død i 855 blev Rhodri den Store konge over Powys, og han havde arvet Gwynedds trone året før. Dette dannede grundlag for Gwynedds fortsatte krav på overherredømme over Powys i de næste 443 år.
Rhodri den Store herskede over det meste af det moderne Wales indtil sin død i 878. Hans sønner grundlagde deres egne dynastier, som kom til at betyde meget for Wales' historie, da begge påberåbte sig at nedstamme fra Rhodri. Merfyn arvede Powys, mens han bror, Anarawd ap Rhodri og Cadell, etablerede henholdsvis Aberffraw-dynastiet i Gwynedd og Dinefwr-linjen.
I 942 fik Hywel Dda af Deheubarth (Rhodris barnebarn via sin anden søn, Cadell) magten over Gwynedd ved sin fætter Idwal Foels død. Han tog tilsyneladende Powys fra Llywelyn ap Merfyn på samme tid og arrangerede et dynastisk ægteskab mellem deres børn. Hywel havde grundlagt Deheubarth 920 på baggrund af sin fædrene arv, og fastholdt tætte relationer med Æthelstan, der var konge over angelsakserne, og han besøgte ofte Æthelstans hof. Hywel studerede det engelsk lovsystem og reformerede walisisk lov i sine gamle kongeriger (senere kaldet Cyfraith Hywel eller "Hywels love"), og da han tog på pilgrimsrejse til Rom i 928, medbragte han sin lovsamling, som efter sigende blev velsignet af paven.
Hywel opfordrede brugen af mønter i Wales, og han fik slået sine mønter i Chester, hvilket var en frynsegode ved venskabet med England. I 945 afholdt Hywel en samling i Whitland for at kodificere hans love, hvilket foregik med hjælp fra munken Blegywryd. Hwyels arbejde kom til at lede til hans tilnavn den gode (walisisk: Hywel Dda), og hans styre bliver anerkendt som usædvanligt fredeligt. Ved hans død blev Gwynedd atter en del af Aberffraw dynastiet, selvom Powys og Deheubarth blev delt mellem hans sønner.
Maredudd ab Owain genopbyggede kongeriet efter sin bedstefar Hywel Dda. Han var konge Deheubarth og Powys i 986, da han erobrede Gwynedd. Maredudd afværgede både englænderne der forsøgte at omring Powys, og et øget antal vikingetogter i Gwynedd. Ifølge kilder gav han en penny for at få løsladt gidsler fanget af vikingerne, hvilket var en stor sum på dette tidspunkt. Med Maredudds død i 999 gik Powys videre til hans barnebarn Llywelyn ap Seisyll, via Maredudds ældste datter, prinsesse Anghared (med hendes første mand Seisyll ap Owian), mens Deheubarth blev delt imellem hans sønner. Gwynedd gik for en stund tilbage til Aberffraw-linjen. I det næste århundrede mistede flere af de store familier magten som følge af vikingetogter og krigsførelse, der ledte til at tronraneren fik vristet magten fra huset Aberffraw og Dinefwr, og det lykkedes dem ikke at få magten tilbage før slutningen af århundredet.
Llywelyns søn Gruffydd formåede at forene Wales under sit styre. Han erstattede sine fætre i Deheubarth, og formåede sågar at ekspandere ind i England, hvor han påvirkede politikken. Ved Gruffydds død gik Deheubarth videre gennem en række ledere med forskellige krav på tronen, men det endte tilbage på Dinefwr-dynastiets hænder i 1063 under Maredudd ab Owain ab Edwin.

## Huset Mathrafal
Det var via prinsesse Anghared (som datter af Maredudd ab Owain af Deheubarth og Powys), hendes anden mand ved Cynfyn ap Gwerstan, at huset Mathrafal blev grundlagt. Dynastiet tog sit navn fra det historiske sæde Mathrafal Castle. Anghareds søn Bleddyn ap Cynfyn arvede Powys i 1063, da hans halvbror Gruffydd ap Llywelyn døde. Bleddyn (navnet betyder ulv på walisisk) sikrede Gwynedd i 1063 efter et slag med Cynan ap Iago fra huset Aberffraw, og Edvard bekenderen af England tilsluttede sig Bleddyns erobring et år senere. Derudover bliver Bleddyn krediteret for at have ændret Hywel Ddas lovkoder.
Bleddyn ap Cynfyn og hans bror Rhiwallon kæmpede sammen med angelsakserne mod den normanniske invasion. I 1067 allierede de sig med Eadric the Wild fra Mercia, og de angreb sammen normannerne ved Hereford. Året efter allierede de sig med jarl Edwin af Mercia og jarl Morcar af Northumbria i endnu et angreb mod normannerne. I 1070 besejrede han sine halvnevøer, Gruffydd ap Llywelyns sønner, under slaget ved Mechain i deres forsøg på at erobre Gwynedd. Bleddyn ap Cynfyn blev selv dræbt i 1075 under et felttog i Deheubarth mod Rhys ab Owain. Ved Bleddyns død overgik Powys til hans sønner og senere børnebørn. Gwynedd overgik til hans fætter Trehaearn ap Caradog, der blev dræbt i 1081 under slaget ved Mynydd Carn, hvilket senere blev genkomsten af huset Aberffraw ved Gruffudd ap Cynan. Powys blev delt op mellem Bleddyns sønner Iorwerth, Cadwgan og Maredudd.
Efter William af Normandiet havde sikret England, overlod han waliserne til sine normanniske baroner, så de selv kunne etablere lordships. Således blev Welsh Marches dannet langs den engelsk-walisiske grænse. I 1086 havde den normanniske jarl Roger de Montgomery af Shrewsbury bygget en borg langs Severn ved vadestedet Rhydwhiman, kaldet Montgomery Castle efter hans hjem i Normandiet. Efter Montgomery påberåbte andre normannere sig det nordlige Powys' cantrefi Ial, Cynllaith, Edernion, og Nanheudwy. Herfra tog de Arwstle, Ceri og Cedwain. Næsten hele Powys, sammen med store dele af Wales, var på normanniske hænder i 1090. Bleddyn ap Cynfyns tre sønner ledte modstanden og genopbygningen af Powys. I 1096 havde de generobret størstedelen af Powys, inklusive Montgomery Castle. Roger Montgomery startede et oprør mod kong William 1. af England og hans søn Robert Belleme konfiskerede hans land i 1102.
I løbet af 1100- g 1200-tallet kæmpede huset Mathrafal med at opretholde kontrollen over deres landområde i Powys mod de normanniske Marcher lords og et genopblomstrede Gwynedd. Efter 1160, da Madog ap Maredudd døde og han søn, Llywelyn ap Mad og, blev dræbt, gik riget i opløsning og blev delt op i nordlige og sydlige fyrstedømmer. Efter riget var delt op i mindre dele, blev det stadig svagere, og mens det nordlige kongerige Powys Fadog hovedsageligt støttede uafhængighedskampe i naboriget Gwynedd under Owain Gwynedd, Llywelyn Fawr og Dafydd ap Llywelyn, så var det sydlige kongerige Powys Wenwynwyn ofte i konflikt med Gwynedds prinser, og de valgte flere gang en uafhængig kurs. I 1263 anerkendte hele Powys Llywelyn ap Gruffudd som fyrste af Wales men Gruffydd ap Gwenwynwyn, lord af Powys Wenwynwyn, skiftede alliance igen i 1274, og gik i eksil i England. Han blev genindsat under det nye engelske felttog mod Llywelyn of Gwynedd i 1276. Under det sidste af Llywelyn den Sidstes felttog i 1282 spillede Gruffudd ap Gwenwynwyn tropper en vigtig rolle i Llywelyns undergang, da de sammen med Roger Lestrange af Ellesmere og Roger Mortimer lagde sig i baghold på Llywelyn og dræbte ham.

## Post-kongerige Powys
Owen de la Pole (Owain ap Gruffudd ap Gwenwynwyn) overgav tilsyneladende fyrstedømmet Powys Wenwynwyn (sydlige Powys) til Edvard 1. i 1283, og fik til gengæld sit marcher lordship tilbage. Tidligere havde fyrstedømmet allerede været udsat for konstante kampe og uenigheder mellem Englands konger og Llywelyn ap Gruffudd, prins af Wales. Efterkommerne af disse lordship gik i Owens familie frem til 1587, da det blev solgt til Sir Edward Herbert, hvis efterkommere blev gjort til Baron Powis og Marquesses og jarler af Powis. De boede på Powis Castle.
Powys Fadog (nordlige Powys) blev for en stor dels vedkommende et engelsk i Bromfield and Yale (sidstnævnte staves nu Iâl), men Glyndyfrdwy lordship og halvdelen af Cynllaith (kendt som Cynllaith Owain), inklusive Sycharth forblev på walisiske hænder frem til Owain Glyndwr nederlag.
Navnet Powys forsvinder i dette område ved introduktionen af Laws in Wales Acts 1535–1542, hvor dets marcher lordships blev inkorporeret i de nye counties Denbighshire og Montgomeryshire.
Powys blev ikke ngeoprettet før grænseændringen i 1974, hvor der blev skabet et nyt og større county med navnes Powys, der samlede Montgomeryshire, Brecknockshire og Radnorshire. Brecknockshire havde alle traditionelt været en del af det gamle kongerige, Radnorshire havde ikke været en del af det siden midten af 900-tallet, og store områder i nord, der tidligere lå i Powys blev en del af det nye county Clwyd.

## Herskere over Powys
Konger af Ternyllwg
- Cadell Ddyrnllwg c. 447–460
- Rhyddfedd Frych c. 480
- Cyngen Glodrydd c. 500
- Pasgen ap Cyngen c. 530
- Morgan ap Pasgen c. 540
- Brochwel Ysgithrog c. 550
- Iago ap Brochwel (? - 582)
- Cynan Garwyn (582–610)
- Selyf ap Cynan (610–613)
- Manwgan ap Selyf (613)
- Eiludd Powys (613–?)
- Beli ap Eiludd vers 655
- Gwylog ap Beli (695 –725)
- Elisedd ap Gwylog (725–755?)
- Brochfael ap Elisedd (755?–773)
- Cadell ap Brochfael (773–808)
- Cyngen ap Cadell (808–854)
- Aeddan ap Cyngen (854 – ?)
- Cadweithian ap Aeddan (? – 863/883)
- Brochwel I ap Aeddan (863/883 – ?)
- Selyf ap Brochwel
- Aeddan ap Selyf
- Brochwel II ap Aeddan
- Cadell ap Brochwel (? – 1003)
- Seisyll ap Brochwel (1003)
- Llywelyn ap Seisyll (1003 – 1023)
- Cynan ap Seisyll (1023 – 1027)
- Gruffydd ap Llywelyn (1027 – 1063)

Konger af Powys
Huset Gwerthrynion
- Gwrtheyrn (High-King Vortigern)
- Cadeyern Fendigaid c.430–447 efter sigende den ældste søn af Gwrtheyrn, velsignet af Sankt Germanus
- Cadell Ddyrnllwg c. 447–460
- Rhyddfedd Frych c. 480
- Cyngen Glodrydd c. 500
- Pasgen ap Cyngen c. 530
- Morgan ap Pasgen c. 540
- Brochwel Ysgithrog c. 550
- Cynan Garwyn (?–610)
- Selyf ap Cynan (610–613)
- Manwgan ap Selyf (613)
- Eiludd Powys (613–?)
- Beli ap Eiludd vers 655
- Gwylog ap Beli (695 –725)
- Elisedd ap Gwylog (725–755?)
- Brochfael ap Elisedd (755?–773)
- Cadell ap Brochfael (773–808)
- Cyngen ap Cadell (808–854) Blev væltet af Gwynedd og endte i eksil i Rom

Huset Manaw
- Rhodri Mawr (854–878) af Gwynedd, arvede det via sin mor
- Merfyn ap Rhodri (878–900)
- Llywelyn ap Merfyn (900–942)
- Hywel Dda (942–950) Stjal tronen fra Aberffraw-linjen
- Owain ap Hywel (950–986) blev herefter hersket af en gren af Huset Dinefwr, der etablerede Mathrafal-danystiet
- Maredudd ap Owain (986–999)
- Llywelyn ap Seisyll (999–1023), søn af Anghered med hendes først mand husband. Anghered er datter af Maredudd ab Owain
- Rhydderch ap Iestyn (1023–1033)
- Iago ap Idwal (1033–1039)
- Gruffydd ap Llywelyn (1039–1063)

Mathrafal prinser af Powys
- Bleddyn ap Cynfyn (1063–1075)
- Iorwerth ap Bleddyn 1075–1103 (delt)
- Cadwgan ap Bleddyn (1075–1111 (delt)
- Owain ap Cadwgan (1111–1116 (delt)
- Maredudd ap Bleddyn (1116–1132)
- Madog ap Maredudd (1132–1160)

Fra 1160 blev Powys delt i to. den sydlige del blev senere kaldt Powys Wenwynwyn efter Gwenwynwyn ab Owain "Cyfeiliog" ap Madog, mens den nordlige del blev kaldt Powys Fadog efter Madog ap Gruffydd "Maelor" ap Madog.